# Unkulunkulu
Unkulunkulu (il Vecchissimo) è la divinità suprema della popolazione africana zulu.
La principale divinità femminile è invece Nomkhumbulwane.

## Epiteti
Con la sua intelligenza difendeva e proteggeva la grande nazione guerriera, aveva molti epiteti:
- uGuqubadele ("irresistibile")
- uGobungquongqo ("colui che spodesta i re")
- uMabonga-kutuk-izizwe-zonke ("colui che ruggisce così da terrorizzare tutte le tribù")

## Nel mito
Si racconta che Unkulunkulu si erse dal vuoto e creò gli uomini servendosi dall'erba. Alla vita seguì la morte, ma essa nacque per via di due messaggeri che furono inviati con due messaggi diversi: la lucertola doveva avvisare che gli esseri umani erano mortali mentre un camaleonte li doveva avvisare che erano immortali, il camaleonte venne distratto durante il viaggio e così giunse prima la lucertola. Unkulunkulu allora decise di creare l'istituzione del matrimonio, di portare ai medici la conoscenza per guarire dalle malattie, di donare il fuoco per cucinare. Donò infine un luogo dopo la morte. Come i boscimani anche gli zulù sono convinti che le stelle siano gli occhi dei morti.